# Hugh Courtenay († 1348)

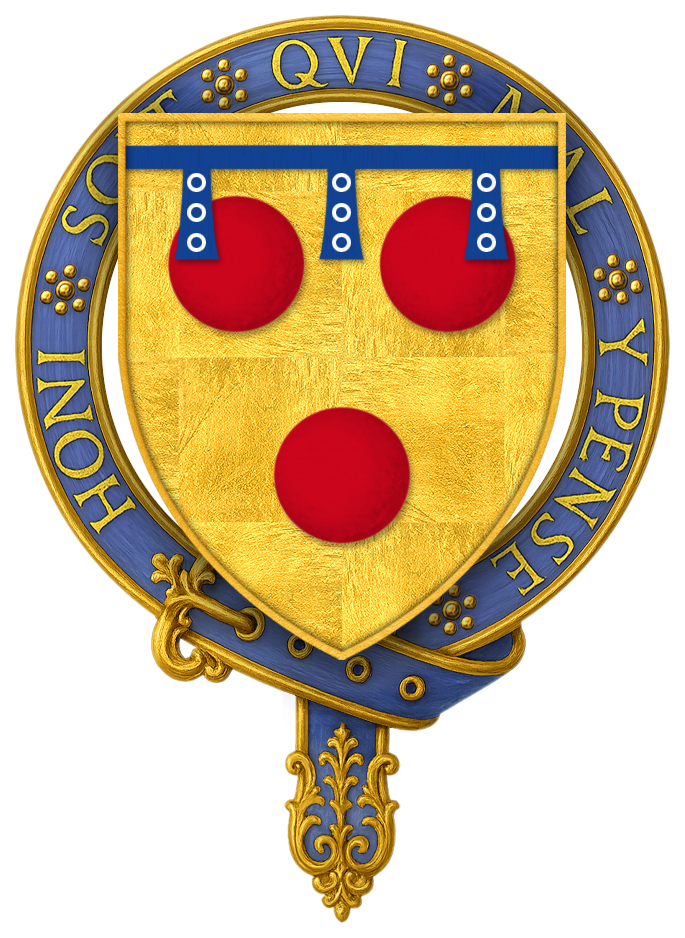
Wappen von Sir Hugh Courtenay

Sir Hugh Courtenay KG (auch Hugh de Courtenay, * 22. März 1327 † 1348) war ein englischer Adliger.
Er war der älteste Sohn und Heir Apparent des Hugh Courtenay, 2. Earl of Devon (1303–1377) aus der Familie Courtenay. Über seine Mutter Margaret de Bohun (1311–1391) und deren Mutter Elisabeth von England war er ein Urenkel König Eduards I.
1341 hatte er Elizabeth de Vere († 1375), Tochter des John de Vere, 7. Earl of Oxford, geheiratet. Mit ihr hatte er einen Sohn und Erben, Sir Hugh Courtenay († 1374). Da sein Vater sowohl ihn, als auch seinen Sohn überlebte, erbten beide nicht dessen Titel eines Earl of Devon. Dieser fiel bei dessen Tod 1377 an Hughs Neffen Edward Courtenay.
Unter seinem Onkel zweiten Grades König Eduard III. kämpfte er im Hundertjährigen Krieg 1346 in der Schlacht von Crécy und 1347 bei der Belagerung von Calais. Bei der Gründung des Hosenbandordens am 23. April 1348 wurde er als Gründungsmitglied zu einem Knight Companion dieses Ordens.
Er starb wenig später, vermutlich im Sommer 1348, und wurde in der Forde Abbey in Dorset begraben. Möglicherweise starb er an der schwarzen Pest, die sich zu dieser Zeit von Somerset aus in England ausbreitete. Belegt ist, dass Königin Philippa am 2. September 1349 sein Grab besuchte.